# Fantasia su un'aria del Faust
La Fantasia su un'aria del Faust o Fantasia di Faust (Fantasía sobre Fausto) è un dipinto a olio su tela realizzato dal pittore spagnolo Marià Fortuny i Marsal nel 1866.

## Storia
L'autore volle realizzare attraverso questo dipinto una dedica alla musica e alla sua pratica virtuosa. Inoltre fu realizzato nello studio madrileno del pittore Francesc Sans i Cabot (1834-1881) in occasione dell'interpretazione che il pianista spagnolo Juan Bautista Pujol i Riu (1835-1898) realizzò della sua Gran fantasia per pianoforte basata sui motivi dell'opera Faust del compositore francese Charles Gounod. Nella parte in basso a sinistra si legge "Recordando vuestra fantasía sobre Fausto" ("Ricordando la vostra fantasia sul Faust").
Fortuny rimase colpito dall'interpretazione, così come i suoi compagni, rappresentati nell'opera: Agapito Francés (1840-1869) e Llorenç Casanova i Ruiz (1845-1900), poiché anche loro realizzarono degli abbozzi ispirati da quella serata. Questo è l'opus 20 del suo catalogo di compositore, che in precedenza aveva incluso altre fantasie a partire dalle opere verdiane. È importante sottolineare che Pujol suonò la sua Gran fantasia per la prima volta nel conservatorio reale di musica e declamazione di Madrid il 7 marzo 1866.
Quest'opera sarebbe stata realizzata dopo il 20 luglio dello stesso anno, il giorno dell'arrivo di Fortuny a Madrid. Si ritiene quindi che Fortuny possa aver contattato il compositore francese e, durante il suo soggiorno madrileno, abbia avuto dei contatti frequenti con Pujol, amico intimo di Sans i Cabot e frequentatore costante delle serate musicali dei Madrazo.
L'opera figurava nella collezione Pujol, dopo che Fortuny gliela aveva dedicata e regalata, e in seguito si trovava in quella di Ramón de Errazu poiché il pianista gliela vendette, e, pentitosi in seguito di questa scelta, cercò di riaverla. Errazu la diede al museo del Prado nel 1904. Quando fu esposto per la prima volta al Prado, questo fu considerato il dipinto a olio più importante realizzato da Fortuny tra quelli del lascito. In seguito fu copiato in occasioni diverse.

## Descrizione
L'artista realizzò vari studi sul compositore davanti al suo strumento, nei quali appare un pianoforte di legno color mogano nella stessa posizione del dipinto un olio, con una pedaliera a lira, le gambe scanalate e le ruote, di marca Pleyel o Erard.
La scena raffigurata nell'opera si svolge nel giardino della casa di Margherita: la soavità del colore dei vestiti di Fausto e Margherita e lo sfondo illuminato contrasta con i toni scuri delle figure del resto dei personaggi, rappresentati con un'esecuzione moderata, cosicché è il pennello stesso quello che disegna le balze del vestito di Marta e il mantello di Mefistofele. Questa figura, grazie alla sua teatralità, è quella principale della scena, con un abbigliamento molto fedele al testo con il quale si presenta nell'opera letteraria di Johann Wolfgang von Goethe; con l'aspetto di un cavaliere nobile, con un abito rosso, ornato d'oro, la mantellina di seta liscia, una piuma di gallo nel cappello e uno stocco affilato alla cintura. L'artista aveva già rappresentato questo personaggio in precedenza ed è connesso con le illustrazioni realizzate da Gustave Doré per il romanzo di Théophile Gautier Il Capitan Fracassa. Quest'opera potrebbe avere a sua volta ispirato Federico de Madrazo, il suocero del pittore, che qualche mese dopo realizzò un dipinto la cui composizione è simile, Il sogno di Atropo.

## Stile
Secondo Sans i Cabot, il carattere e il genio dell'artista possono essere visti meglio nei bozzetti e nelle opere realizzate "alla prima" che nei suoi dipinti più rifiniti. Riferendosi a questo quadro affermò che dovrebbe essere considerato un'improvvisazione, poiché venne concepito e realizzato in poche ore. Qui, questa libertà d'esecuzione è parallela allo spirito impetuoso della scena, al quale allude il disordine nel quale si intravedono le partiture sui martelletti del pianoforte, sul pavimento e nelle cartelle impilate sopra il tavolo. Attraverso dei tocchi vibranti del pennello, l'artista mise in risalto la luminosità e la luce delle superfici in legno della sedia e del pianoforte, l'oro tenue della cornucopia e i colori accesi nella cornice dell'acquerello.
Nonostante la sua esecuzione disinvolta, Fortuny è riuscito a catturare le diverse qualità. Anche la sottigliezza del trattamento delle campiture aeree, con un impasto maggiore a sinistra, e il suo passaggio alla parete della casa, che è stata dipinta con un pennello asciutto, è una caratteristica dell'artista. Lo è anche il modo con il quale, distinguendosi dall'equilibro di toni caldi e freddi, adopera un rosso brillante (che appare anche nelle larghe pennellate al suolo e nella dedica e la firma) così da mettere in rilievo la pittura centrale.

## Interpretazioni
La presenza di un gufo o di una civetta bianca che vola in basso risalta la scena fantastica con un'insinuazione maligna. Fortuny era un pittore che necessitava di una motivazione diretta della natura, eppure in questo quadro cercò di alludere alla fantasia procurata al suo spirito dalla musica suonata da Pujol. Si apprezza una diagonale netta che divide la scena in due parti: una reale, nella quale si stimano la quiete e i personaggi con gli abiti scuri, e l'altra immaginaria, dove si vedono il movimento e il colore. Per questa divisione tra il mondo reale e quello fittizio e per la presenza dei gufi, l'opera di Fortuny ricorda l'incisione Capriccio 43 di Goya, che stimava molto e che studiava le sue opere attraverso delle copie. La pittura si arricchisce con una cornice dorata con foglie d'acanto e un festone di foglie d'alloro e bacche.